# Penisola Joerg
La penisola Joerg è una penisola lunga circa 41 km in direzione sudovest-nordest e larga da 6 a 19 km, situata sulla costa orientale della Terra di Graham, in Antartide. Completamente ricoperta dai ghiacci, la penisola si trova in particolare sulla costa di Bowman, dove si estende nel mare di Weddell separando l'insenatura Trail, a nord, dall'insenatura di Solberg, a sud, e dove vede le sue coste completamente occupate dai ghiacci della piattaforma glaciale Larsen C.

## Storia
La penisola Joerg fu scoperta e parzialmente fotografata sia nel volo esplorativo effettuato da Hubert Wilkins nel 1928, sia durante quello effettuato da Lincoln Ellsworth nel 1935  dall'isola Dundee al mare di Ross. La penisola fu fotografata nella sua interezza durante il volo di ricognizione effettuato il 30 dicembre 1940 nel corso della spedizione del Programma Antartico degli Stati Uniti d'America svolta nel 1939-41 al comando di Richard Evelyn Byrd. In seguito, essa fu completamente cartografata grazie a ricognizioni terrestri svolte sia da membri della Spedizione antartica di ricerca Ronne, condotta nel 1947-48 al comando di Finn Rønne, sia del British Antarctic Survey, al tempo ancora chiamato "Falkland Islands Dependencies Survey" (FIDS). La penisola fu così battezzata dal Comitato britannico per i toponimi antartici in onore del cartografo e geografo statunitense W. L. G. Joerg, che nel 1937 delineò per primo una mappa della penisola sulla base dei rilevamenti di Ellsworth, e che fu anche membro del Comitato consultivo dei nomi antartici dal 1947 al 1951.